# مونته‌نگرو در المپیک تابستانی ۲۰۲۴
کاروان المپیکی مونته‌نگرو، یکی از کاروان‌های شرکت‌کننده در بازی‌های المپیک تابستانی ۲۰۲۴ بود. این دوره از بازی‌ها از ۲۶ ژوئیه تا ۱۱ اوت ۲۰۲۴ (۵ تا ۲۱ امرداد ۱۴۰۳ خورشیدی) به میزبانی پاریس، پایتخت فرانسه برگزار شد. مونته‌نگرویی‌ها در این دوره، پنجمین حضور مستقل خود را پس از نخستین حضور در سال ۲۰۰۸ تجربه کردند. در پایان این دوره، این ورزشکاران موفق به کسب هیچ مدالی نشدند.

## شرکت‌کنندگان
فهرست زیر به ورزش‌هایی که ورزشکاران این کاروان در آن شرکت کردند اشاره دارد.
| ورزش             | مردان | زنان | مجموع |
| ---------------- | ----- | ---- | ----- |
| دو و میدانی      | ۱     | ۰    | ۱     |
| بوکس             | ۰     | ۱    | ۱     |
| قایقرانی بادبانی | ۱     | ۰    | ۱     |
| شنا              | ۱     | ۱    | ۲     |
| تنیس             | ۰     | ۱    | ۱     |
| واترپلو          | ۱۳    | ۰    | ۱۳    |
| مجموع            | ۱۶    | ۳    | ۱۹    |